# Олинджер, Джон Уоллес
Джон Уоллес Олинджер (англ. John Wallace Olinger; 3 мая 1849 — 25 февраля 1940, Ван-Найс, Калифорния, США) — американский бандит и правоохранитель времён Дикого Запада, ганфайтер. Член банды «Воины семи рек» и заместитель шерифа Линкольна, Территория Нью-Мексико. Старший брат Боба Олинджера и один из участников Войны в округе Линкольн.

## Ранние годы
Родился в 1849 году в семье Уильяма Си Олинджера и Ребекки Робинсон. К 1856 году семья переехала в Делавэр, округ Полк, штат Айова; к 1858 году — в Маунд-Сити, округ Линн, Территория Канзас, где проживала, как минимум до 1861 года. Уильям Си Олинджер умер в возрасте 37 лет в 1861 году, его вдова Ребекка вышла замуж за Джошуа Стаффорда. Известно, что семья Стаффорд-Олинджер жила в Скотте, округ Бурбон, штат Канзас, в 1865 году, затем перебралась на Индейскую территорию (современная Оклахома). Примерно в 1874 году семья переехала в округ Грейсон, штат Техас. Около 1876 года Уоллес вместе с матерью и братом переселился в Севен-Риверс, Территория Нью-Мексико, первоначально остановившись на ранчо семьи Беквитов.

## 1876—1879
В 1876 году Генри М. «Хью» Беквит вместе со своими братьями Джоном и Бобом организовал банду «Воины семи рек», куда вошли и братья Олинджеры. В составе банды Уоллес Олинджер принимал участие в гражданском конфликте, известном как Пекосская война (1876—1877), а позже — в Войне в округе Линкольн (1878—1879), сражаясь на стороне фракции Мёрфи — Долан — Райли. 
Между 1876 и 1878 годами был назначен заместителем шерифа Уильяма Брейди. После его смерти (1 апреля 1878 года) шериф Джордж Пеппин, занявший место убитого Брейди, назначил Уоллеса Олинджера своим заместителем. В этой должности Олинджер участвовал в перестрелке на ранчо Фрица 30 апреля 1878 года, когда «Воины семи рек» и банда Джесси Эванса под командованием Пеппина убили Фрэнка Макнаба, тяжело ранили Эба Сондерса и захватили в плен Фрэнка Коу. Фрэнк Коу через некоторое время сбежал из-под стражи, причём считается, что по какой-то причине его побегу добровольно содействовал заместитель шерифа Олинджер.
Кроме стычки на ранчо Фрица, Уоллес Олинджер также сражался в Битве за Линкольн, находясь в числе осаждавших дом Александра Максуина.
В августе 1878 года принял участие в стрелковой дуэли от имени своего партнёра по ранчо, после чего был арестован, но впоследствии освобождён.

## Смерть
После Войны в округе Линкольн Джон Уоллес Олинджер переехал в Лос-Анджелес, Калифорния.
Скончался от бронхопневмонии в Ван-Найсе, Калифорния, 25 февраля 1940 года.